# Elongatohomelix mortoni
Elongatohomelix mortoni är en skalbaggsart som beskrevs av Stefan von Breuning 1967. Elongatohomelix mortoni ingår i släktet Elongatohomelix och familjen långhorningar. Inga underarter finns listade i Catalogue of Life.